# Jakob Friedrich Georgi
Jakob Friedrich Georgi (* 4. Januar 1697 in Sammenheim im Anbaschischen; † 3. Oktober 1762 in Uffenheim, Fürstentum Ansbach) war ein deutscher Pastor.

## Leben
Er wurde anfangs von Hauslehrern unterrichtet und besuchte dann das Gymnasium in Heilsbronn. 1715 ging er zum Studium der Theologie nach Tübingen und 1717 nach Jena. 1719 kehrte er nach Sammenheim zurück. 1720 wurde er Feldprediger des Leibbataillons des Markgrafen Wilhelm Friedrich. 1723 wurde er Pfarrer in Schalkhausen und 1727 Informator von Karl Wilhelm Friedrich, dem Erbprinzen von Brandenburg-Ansbach. Mit ihm reiste er nach Frankreich. 1729 wurde er Dechant und Stadtpfarrer in Uffenheim.
Er war mit Renate Susanne von Jemgummer-Closter verheiratet. Mir ihr hatte er eine Tochter namens Katharina Renate († 1762) und einen Enkel, den Kameralisten und Forstwissenschaftler Friedrich Ludwig Walther, den seine Großmutter Renate Susanne erzog.